# Клусовский сельсовет (Лотошинский район)
Клусовский сельсовет — упразднённая административно-территориальная единица, существовавшая на территории Московской губернии и Московской области до 1975 года.
Клусовский сельсовет был образован в первые годы советской власти. По данным 1921 года он входил в состав Ошейкинской волости Волоколамского уезда Московской губернии.
В 1924 году к Клусовскому с/с был присоединён Максимовский с/с, но уже в 1927 году он был выделен обратно.
По данным 1926 года в состав сельсовета входили 3 населённых пункта — Клусово, Максимово и Марково.
В 1929 году Клусовский с/с был отнесён к Лотошинскому району Московского округа Московской области. При этом к нему был присоединён Максимовский с/с.
17 июля 1939 года к Клусовскому с/с были присоединены Астреневский (селение Астренёво) и Казарецкий (селения Казарец и Сенолучье) с/с.
29 декабря 1951 года к Клусовскому с/с был присоединён Степаньковский с/с. При этом центр Клусовского с/с был перенесён в селение Марково.
1 февраля 1963 года Лотошинский район был упразднён и Клусовский с/с вошёл в Волоколамский укрупнённый сельский район.
11 января 1965 года Лотошинский район был восстановлен и Клусовский с/с вновь вошёл в его состав.
21 января 1975 года Клусовский с/с был упразднён, а его территория в полном составе передана в Ошейкинский с/с.